# Evangelische Kirche (Nordheim vor der Rhön)
Die Evangelische Kirche Nordheim vor der Rhön befindet sich in Nordheim vor der Rhön im unterfränkischen Landkreis Rhön-Grabfeld in Bayern.
Die Kirche gehört zu den Baudenkmälern von Nordheim vor der Rhön und ist unter der Nummer D-6-73-147-5 in der Bayerischen Denkmalliste registriert. Sie gehört zum Dekanat Bad Neustadt an der Saale im Kirchenkreis Ansbach-Würzburg der Evangelisch-Lutherischen Kirche in Bayern.

## Geschichte
Bei der Kirche handelt es sich um einen Fachwerkbau mit Dachreiter. Das Kirchengebäude entstand im Jahr 1926 ursprünglich als Tanzsaal. Im Jahr 1933 wurde es zur evangelischen Kirche umgebaut und mit einem Türmchen versehen. Die Kanzel steht hinter dem Altar. Im Jahr 1962 entstand das Kruzifix, es wurde von Holzschnitzer Schirgwa geschaffen. In den Jahren 1978 bis 1980 fand eine umfangreiche Renovierung statt.